# Johan Roijakkers
Johan Roijakkers (Deurne, 15 september 1980) is een Nederlands voormalig basketballer en huidig basketbalcoach.

## Carrière
Roijakkers speelde basketbal tussen 1994 en 2003 voor Deurne Pioniers, PSV/Almonte en daarna bij Bree BBC in de Belgische competitie. In 2003 werd hij assistent-coach bij Bree eerst onder Paul Vervaeck en daarna tot in 2007 onder Chris Finch, in 2004 was hij ook even interim-coach bij Bree. Hij volgde Finch toen die aan de slag ging bij Dexia Mons-Hainaut waar hij drie seizoenen assistent was waarvan twee onder Finch. In 2010 volgde hij Finch naar Amerika en was assistent bij Rio Grande Valley Vipers in de NBA G League.
In 2011 ging hij aan de slag als hoofdcoach bij de Slowaakse eersteklasser BK Prievidza waarmee hij landskampioen werd. In 2012 tekende hij als coach bij BG Göttingen dat uitkwam in de Duitse tweede klasse. In 2014 werd hij kampioen in de Duitse tweede klasse en leidde de club naar de hoogste klasse nadat ze Crailsheim Merlins versloegen in de finale. Het seizoen erop eindigde hij tweede in de stemming voor coach van het jaar in de Duitse eerste klasse achter Saša Obradović. In 2020 tekende hij bij reeksgenoot Brose Bamberg waar hij een seizoen coach was.
In januari 2022 verving hij Adriano Vertemati bij de Italiaanse eersteklasser Pallacanestro Varese. Hij zorgde dat de club niet degradeerde maar werd toch ontslagen aan het einde van het seizoen. Hij was daarna kort coach van de 2e landelijke Basket Bree voordat hij bondscoach werd van Saoedi-Arabië. Hij ging in 2023 aan de slag als algemeen manager van Heroes Den Bosch. Voor het seizoen 2024/25 werd hij hoofdcoach van de Kortrijk Spurs. In juni 2025 werd hij naast zijn functie bij de Kortrijk Spurs ook Nederlands bondscoach als opvolger van de ontslagen Arik Shivek.

## Erelijst

### Als assistent
- Belgisch landskampioen: 2005
- Belgische supercup : 2006

### Als coach
- Coach van het jaar (Slowaakse competitie): 2012
- Slowaaks landskampioen: 2012
- BNXT League Coach of the Year: 2025

## Privéleven
Johans broer Thomas Roijakkers is ook een basketbalcoach.